# Wojciech Zurek
Wojciech Hubert Zurek (1951) é um físico teórico estadunidense de origem polonesa que trabalha com os fundamentos da mecânica quântica, teoria da informação e os aspectos da física e astrofísica. É uma autoridade na área do estudo quântico, especialmente em decoerência quântica.

## Biografia
Zurek foi educado na Cracóvia, Polónia e doutorou-se em 1979 em Austin, Texas. Ele passou dois anos no Caltech e iniciou seus trabalhos no LANL. Nesta instituição era o líder do grupo de astrofísica teórica, desde 1991 até que, em 1996, ele foi nomeado fellow no laboratório da Divisão de Teoria. Ele também ensina no Instituto de Física Teórica na Universidade da Califórnia em Santa Bárbara, onde executou o programa de ciência da computação quântica e a teoria do caos, e no Isaac Newton Institute, em Cambridge, onde dirigiu o programa para "Complexidade, Ciência da Computação e Física da Informação".